# Biathlon al XVI Festival olimpico invernale della gioventù europea
Le gare di biathlon al XVI Festival olimpico invernale della gioventù europea si sono svolte dal 24 al 28 gennaio 2023 al Centro Internazionale di Biathlon "Carnia Arena" di Forni Avoltri, in Italia.
Sono state disputate due gare maschili, due gare femminili e una gara mista, per un totale di 5 gare., a cui hanno preso parte atleti ed atlete nati esclusivamente tra il 2005 e il 2006.

## Programma
| Data       | Ora (UTC+1)   | Evento                         |
| ---------- | ------------- | ------------------------------ |
| 21 gennaio | 09:00 - 13:00 | Allenamento non ufficiale      |
| 22 gennaio | 09:00 - 13:00 | Allenamento non ufficiale      |
| 23 gennaio | 09:00 - 11:00 | Allenamento maschile           |
| 23 gennaio | 12:30 - 14:30 | Allenamento femminile          |
| 24 gennaio | 10:00         | Sprint maschile (7,5 km)       |
| 24 gennaio | 13:30         | Sprint femminile (6 km)        |
| 25 gennaio | 09:00 - 11:00 | Allenamento maschile           |
| 25 gennaio | 12:30 - 14:30 | Allenamento femminile          |
| 26 gennaio | 10:00         | Individuale maschile (12,5 km) |
| 26 gennaio | 13:30         | Individuale femminile (10 km)  |
| 27 gennaio | 09:00 - 13:00 | Allenamento                    |
| 28 gennaio | 10:00         | Staffetta mista (4x6 km)       |

## Podi

### Ragazzi
| Evento                           | Oro          | Tempo   | Argento        | Tempo   | Bronzo                      | Tempo   |
| Sprint (7,5 km) (dettagli)       | Pavel Trojer | 20:38.7 | Jakub Potoniec | 21:00.0 | Judicaël Perrillat-Bottonet | 21:12.1 |
| Individuale (12,5 km) (dettagli) | Pavel Trojer | 34:52.2 | Michal Adamov  | 36:23.6 | Guillaume Poirot            | 36:32.7 |

### Ragazze
| Evento                         | Oro                   | Tempo   | Argento                | Tempo   | Bronzo                | Tempo   |
| Sprint (6 km) (dettagli)       | Oleksandra Merkushyna | 19:19.1 | Lola Bugeaud           | 20:03.3 | Ilona Plechacova      | 20:06.4 |
| Individuale (10 km) (dettagli) | Julia Tannheimer      | 34:02.3 | Voldiya Galmace Paulin | 34:12.1 | Oleksandra Merkushyna | 35:11.2 |

### Misto
| Evento                        | Oro                                                                                      | Tempo     | Argento                                                                       | Tempo     | Bronzo                                                                           | Tempo     |
| Staffetta (4x6 km) (dettagli) | Francia Lola Bugeaud Voldiya Galmace Paulin Judicaël Perrillat-Bottonet Guillaume Poirot | 1h17:11.3 | Germania Alma Siegismund Julia Tannheimer Noah Schuettler David Erich Schmutz | 1h17:12.5 | Italia Fabiola Miraglio Mellano Carlotta Gautero Nicola Giordano Michele Carollo | 1h17:34.3 |

## Medagliere
| Posiz. | Nazione    | Oro | Argento | Bronzo | Totale |
| ------ | ---------- | --- | ------- | ------ | ------ |
| 1      | Slovenia   | 2   | 0       | 0      | 2      |
| 1      | Francia    | 1   | 2       | 2      | 5      |
| 3      | Germania   | 1   | 1       | 0      | 2      |
| 4      | Ucraina    | 1   | 0       | 1      | 2      |
| 5      | Polonia    | 0   | 1       | 0      | 1      |
| 5      | Slovacchia | 0   | 1       | 0      | 1      |
| 7      | Rep. Ceca  | 0   | 0       | 1      | 1      |
| 7      | Italia     | 0   | 0       | 1      | 1      |
| Totale | Totale     | 5   | 5       | 5      | 15     |